# کریستر ستورمارک
نیلز یوستا کریستر ستورمارک (انگلیسی: Nils Gösta Christer Sturmark؛ زادهٔ ۷ سپتامبر ۱۹۶۴) سیاستمدار اهل سوئد است. در شهرستان داندرید (Danderyds) استان استکهلم به دنیا آمد. او نویسنده، ناشر، مناظره کننده و پیمان کار سابق شرکت فناوری پدیدآور اطلاعات IT است. او دارای مدرک کارشناسی علوم انسانی در علوم رایانه و رئیس هیئت مدیره اتحادیه انسان‌گرایی است. او به خدا باور ندارد. وی نوه دختری یوستا گرانِروس (Gösta Granerus) می‌باشد.

## فعالیت‌های بازرگانی و صنعتی
ستورمارک در سال ۱۹۸۹ شرکت مؤسسه آموزشی کامپیوتری Datamedia، را بنیاد نهاد، که چند صد جزوه برای برنامه‌های کامپیوتری شخصی منتشر کرد. او در سال ۱۹۹۶ باهمکاری یان کارلسون شرکت سل (Cell) را راه اندازی کرد، که بعداً در سال ۱۹۹۹ با گروه (Linné) ادغام شد و به نام شبکه سلولی (Cell Network) وارد بازار سهام شد و پس از آن شرکت ستورمارک (Sturmark) را ترک کرد.
او همراه با بییورن اوولوااوس، سون هاگسترومر و اوا اورتمارک در سال ۲۰۰۷ شرکت انتشاراتی فکر آزاد را تأسیس کرد.

## ماموریت‌های سیاسی
ستورمارک تاکنون تعدادی از ماموریت‌های محول شده سیاسی را انجام داده‌است. بین سال‌های ۱۹۹۶ تا ۱۹۹۸ عضو کمیته فناوری اطلاعات IT دولت بود. در سال ۱۹۹۹ او مدیر یک گروه مشاوره‌ای در زمینه اقتصاد جدید بود و بین سال‌های ۲۰۰۳ و ۲۰۰۴ گروه استراتژی سیاسی فناوری اطلاعاتی IT را رهبری می‌کرد.
او همچنین در مأموریت از طرف وزارت امورخارجه سوئد، سفرهای گسترده و سخنرانی‌هائی دربارهٔ جامعه شبکه‌ای انجام داده‌است.
ستورمارک در انتخابات پارلمانی سال ۲۰۰۶ از طرف حزب لیبرال (حزب مردم سابق) نامزد شد، اما انتخاب نشد.

## فعالیت‌های کنونی
در حال حاضر ستورمارک رئیس شرکت انتشاراتی فکر آزاد و سردبیر مجله سانس Sans است. علاوه بر این او از سال ۲۰۰۵ رئیس اتحادیه انسانی‌گرایی است. او در نوامبر ۲۰۱۷ اعلام کرد که برای سال ۲۰۱۸ در انتخاب مجدد شرکت نمی‌کند.